# Форт Бхангар
Форт Бхангар (на английски: Bhangarh fort) е крепост от 16-ти век в Раджастан, Индия. Построена е през 1573 г. от камъни и тухли от Бхагвант Дас за по-малкия му син Мадхо Сингх.
Отстои на 235 км югозападно от индийската столица Делхи, на 88 км североизточно от международно летище „Джайпур“ и на 32 км южно от селището Тана Гази.
Отворена е всеки календарен ден за публично посещение от 10 до 17 часа.
Според легендата зъл вълшебник харесал красива принцеса, която мнозина искали и той ѝ дал вълшебна отвара с цел тя да е само за него, но тя го отхвърлила и по-късно и двамата умрели.
- Външен изглед
- Вътрешен изглед[3]